# Länkade data

Länkade data – exempel som visar relationer mellan olika objekt där objekten har identifierare i form av permanenta URL:er.

Länkade data är en metod för att publicera strukturerad data på ett sätt som gör det möjligt att följa kopplingar mellan informationsobjekt över flera källor. Länkade data bygger på webbstandarder som RDF, HTTP och URI:er men istället för att använda dem för att presentera information för människor är syftet att göra data läsbart för maskiner. Målet är att möjliggöra för vitt skilda aktörer att beskriva sin information på ett enhetligt sätt och därmed förenkla återanvändning och interoperabilitet.
En av grundprinciperna i arkitekturen för webben är att använda identifierare för olika informationsobjekt. Genom att utforma dessa på ett enhetligt och långsiktigt beständigt sätt blir information från flera olika källor möjlig att sammankoppla.
Tim Berners-Lee, chef för World Wide Web Consortium, använde begreppet Länkade data i ett dokument om den Semantiska webben. Han utgick då från fyra grundprinciper för länkade data:
1. Användning av URI:er för identifierare för olika ting.
2. Användning av HTTP URI:er för dessa ting så att man kan skapa referenser och slå upp information.
3. Tillhandahållande av maskinläsbar information om ett ting när dess URI anropas. Informationen ska tillhandahållas i ett standardiserat format som t.ex. RDF.
4. Inkludera länkar till relaterade ting i den information som lämnas.Inom området öppna data brukar länkade data anses ge flest möjligheter för vidareutnyttjare och är de två sista stegen i en femstjärnig bedömningsmodell för öppna data.[5]

Ett område som särskilt beaktas inom länkade data är semantisk interoperabilitet. Genom att använda standarder för taxonomier och begreppsdefinitioner (som t.ex. SKOS, eller OWL, Web Ontology Language) möjliggör man för maskiner att hitta kopplingar till alla ingående begrepp. Det kan minska risken för tvetydighet i användning av information och underlätta inferens i stora informationsmängder.

## Exempel
- Wikidata – databas med länkade data från Wikipedia.
- Libris – Kungliga bibliotekets katalog som baseras på länkade data med HTTP URI:er för auktoritetsposter och verk. [9]
- K-samsök – länkade data från kulturarvsområdet. Förvaltas av Riksantikvarieämbetet.
- Nobelpriset - Länkade data om Nobelpristagare m m från Nobelstiftelsen.
- Riksarkivets projektet Tora med målsättningen är att etablera ett nav/auktoritet för olika historiska databaser med geografisk information.
- Kulturnav länkade öppna auktoriteter och vokabulärer för kulturarvet, utvecklat för och av museer i Sverige, Norge och Åland med KulturIT.